# Seenotrettungsstation Wustrow
Die Seenotrettungsstation Wustrow ist ein Stützpunkt von ehrenamtlichen Helfern der Deutschen Gesellschaft zur Rettung Schiffbrüchiger (DGzRS) an der Ostsee in Mecklenburg-Vorpommern. Der alte Fischer- und Seefahrerort Wustrow liegt an der schmalsten Stelle der 45 Kilometer langen Halbinsel Fischland-Darß-Zingst und hat dadurch ein zweigeteiltes Revier. Bei einem Seenotfall versammeln sich die Freiwilligen vom Fischland kurzfristig im alten Rettungsschuppen von Wustrow, worin ein spezielles Rettungsboot auf einem Trailer lagert, um mit Hilfe eines Zugfahrzeugs schnell zum und ins Wasser gebracht werden zu können. Die Alarmierung der Retter erfolgt im Regelfall durch die Zentrale der DGzRS in Bremen, wo die Seenotleitung Bremen (MRCC Bremen) ständig alle Alarmierungswege für die Seenotrettung überwacht.

## Einsatzgebiet und Zusammenarbeit

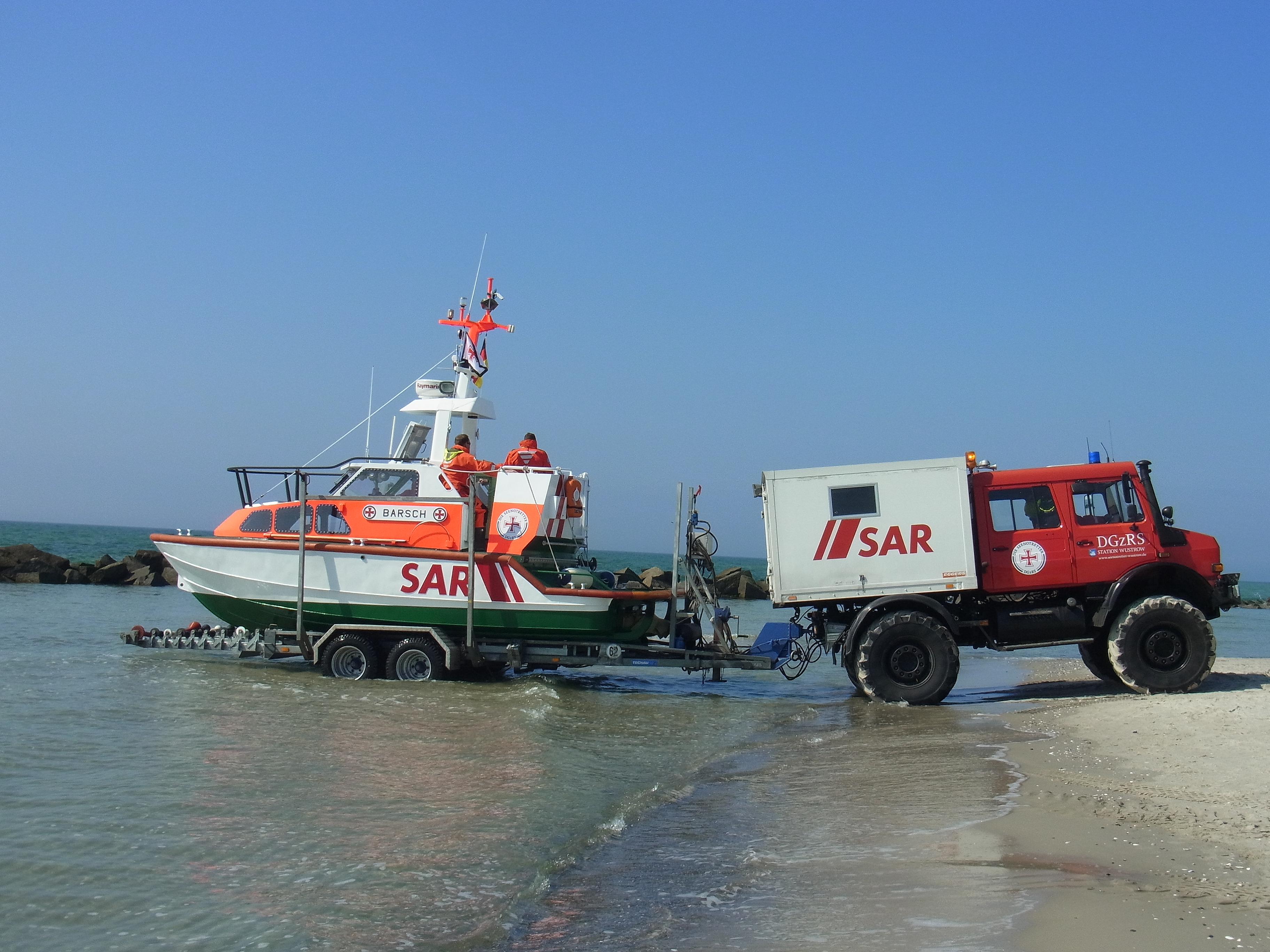
Seenotrettungsboot „BARSCH“
(Im Einsatz bis November 2023)

Der westliche Teil des Reviers ist die Ostsee mit dem langen Strand zwischen Warnemünde, Graal-Müritz und Darßer Ort. Neben den Sportbooten der Freizeitschifffahrt verkehren hier Fahrgastschiffe von den Seebrücken in Wustrow und Gral-Müritz nach Warnemünde. Für einen Einsatz auf der Ostsee muss das Gespann weit in den flach auslaufenden Sandstrand gefahren werden, bis das Boot vom Trailer aufschwimmt. Hier müssen die Helfer gekenterten Jollen oder kleinen Angelbooten zu Hilfe kommen. Auch werden Sucheinsätze notwendig, wenn Bootsführer bei Nebel die Orientierung verlieren. Gefährlich wird es bei Abdrift auf die Ostsee in Richtung der berüchtigten Kadetrinne, wo starker Schiffsverkehr mit jährlich über 60.000 Durchfahren herrscht. Dort im Tiefwasserbereich sorgt die DGzRS zusätzlich mit einem Seenotkreuzer für die Sicherheit im Revier. An den Badeständen dieses Küstenbereichs sorgt die DLRG für die Strandbewachung und setzt dafür eigene Boote ein.
Der östliche Teil umfasst den Saaler Bodden zwischen Ribnitz-Damgarten im Süden und dem Bodstedter Bodden im Nordosten. Die meisten Einsätze der Retter gelten dem Freizeitsport von Kitesurfern und Sportbootfahrern. Auf den Untiefen der flachen Boddengewässer können Boote leicht festkommen oder durch die kurzen, steile Wellen kentern. Auch die engen Durchfahrten durch die Schilfgürtel an den Borner und Neuendorfer Bülten haben ihre Tücken. Daneben finden Ausflugsfahrten der Boddenschifffahrt statt, die Verbindungen zu den kleinen Häfen anbietet. Im Notfalleinsatz erreicht das Gespann auch über Land schnell die Einsatzstelle.
Auf beiden Seiten der Halbinsel Fischland-Darß-Zingst unterstützen sich die Retter der benachbarten Stationen
- Kreuzer der Seenotrettungsstation Darßer Ort (Ostsee)
- Kreuzer der Seenotrettungsstation Warnemünde (Ostsee)
- Boot der Seenotrettungsstation Prerow/Wieck (Bodden)

## Aktuelle Rettungseinheit
Seit November 2023 hat die DGzRS ein neues Boddenboot in Wustrow stationiert. Der Vorteil der Boddenboote ist der geringe Tiefgang von nur 60 Zentimeter und der verbaute Jetantrieb, um auch im flach auslaufenden Strandbereich zu operieren. Der starke Motor mit 425 PS verleiht dem Boot eine hohe Geschwindigkeit von 33 Knoten, sodass auch weiter entfernte Notfallorte schnell erreicht werden können. Die Taufe von SRB 85 erfolgte vor Ort am 1. Dezember 2023 auf den Namen KNUT OLAF KOLBE. Es ist das erste Boot seiner Klasse, von dem noch zwei weitere beschafft werden. Es ist 1,4 Meter länger als das Vorgängerboot, weshalb auch ein neuer Bootstrailer konstruiert werden musste. Anstelle des alten Unimog kommt nun als Zugfahrzeug ein Traktor der Firma John Deere mit Allradantrieb zum Einsatz. Das Gespann mit dem 3-Achs-Anhänger ist im alten Rettungsschuppen von 1905 an der Strandstraße in der Nähe der Seebrücke untergebracht. Neben dem Schuppen steht im restaurierten Zustand der ehemaligen Bootswagen von 1904 mit dem Ruderrettungsboot UNSER EILAND von der Station in Prerow.
Zur landseitigen Unterstützung der Rettungsarbeit hatte die Station im September 2023 ein neues geländegängiges Einsatzfahrzeug erhalten. Im Notfall können damit Personen auch liegend transportiert werden.

## Geschichte

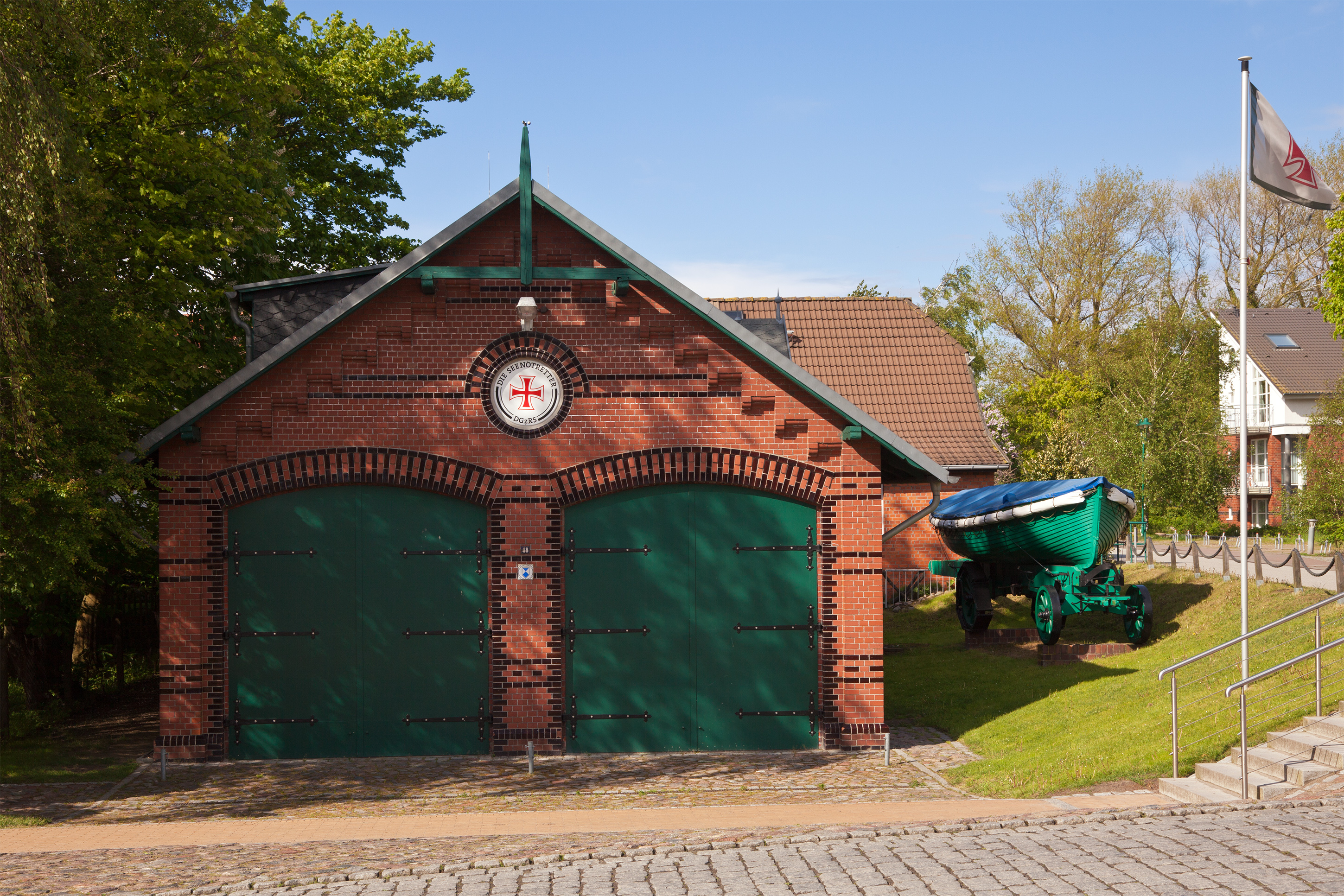
Seenotrettungsstation Wustrow

Am 1. Oktober 1847 wurde mit Wustrow die erste Seenotrettungsstation im Großherzogtum Mecklenburg-Schwerin in Betrieb genommen und mit einem Rettungsboot sowie einem Manby-Leinenmörser bestückt. 1863 beschaffte die Landesregierung für die Station ein neun Meter (30 Fuß) langes Teakholzboot der Bauart Peake, das zwar als Selbstaufrichter konstruiert war, aber auch äußerst schwer war, um über den Strand transportiert werden zu können.
Nach Gründung der DGzRS errichtete die Gesellschaft 1866 ebenfalls eine Station in Wustrow, die sie mit einem leichten Ruderrettungsboot und einem Raketenapparat ausstattete. Beide Stationen wurden bis 1870 noch gemeinsam betrieben und mit den Schülern der 1846 gegründeten Navigationsschule von Wustrow besetzt. Im Laufe der Jahre erhielt die Station immer wieder neue Boote von der DGzRS. Am Ende des 2. Weltkriegs wurde das Boot zur Flucht in den Westen 'entführt' und ist seitdem verschollen. Erst 1947 war die Station mit dem neuen Ruderrettungsboot Wustrow wieder einsatzbereit.
Auf dem Gebiet der DDR gab es anfangs keine klaren Zuständigkeiten für die Seenotrettung. Ab 1953 übernahm das Wasserstraßenamt Stralsund und ab 1964 das staatliche Seefahrtsamt (Seenotrettungsdienst der DDR) den Rettungsdienst an der Ostsee. 1963 markierte das Ende der Rudderrettungsboote und die Wustrow wurde außer Dienst gestellt. Dafür stationierte das Amt zwischen 1963 und 1975 ein Amphibienfahrzeug im Rettungsschuppen. In den letzten 10 Jahren der DDR erhielt die Station noch ein Schlauchboot und später noch ein Festrumpfschlauchboot, die auf Anhängern mit einem LKW transportiert werden konnten. Am 3. Oktober 1990 übernahm die DGzRS wieder ihre angestammte Station in Wustrow und stationierte dort 1993 das moderne Seenotrettungsboot BARSCH. Nach 30 Jahren Einsatzzeit erfolgte die Ausmusterung des 7-Meter-Boots und der Abgabe des kompletten Gespanns aus Unimog, Trailer und Boot an das Unimog-Museum in Gaggenau. Seit 2023 verrichtet das neue Gespann mit der KNUT OLAF KOLBE den Rettungsdienst für Ostsee und Bodden.